# William Morris Endeavor
William Morris Endeavor Entertainment, LLC, também conhecida como William Morris Endeavor, WME ou WME-IMG, é uma agência de talentos estadunidense com escritórios em Beverly Hills, Califórnia, Estados Unidos. A empresa foi fundada em abril de 2009, após a fusão das agências William Morris e Endeavor. A WME representa artistas em todas as plataformas de mídia, especificamente filmes, televisão, música, teatro, digital e publicidade. Também representa a National Football League (NFL) e a National Hockey League (NHL), assim como o Ultimate Fighting Championship e o Miss Universe. A empresa é administrada pelo CEO Ari Emanuel. Foi anteriormente dirigida por Patrick Whitesell.